# Gladiolus usambarensis
Gladiolus usambarensis är en irisväxtart som beskrevs av Wessel Marais och Peter Goldblatt. Gladiolus usambarensis ingår i släktet sabelliljor, och familjen irisväxter. IUCN kategoriserar arten globalt som nära hotad. Inga underarter finns listade i Catalogue of Life.